# The Art of Unix Programming
Мистецтво Unix програмування (англ. The Art of Unix Programming) - книга Еріка Реймонда про історію й культуру UNIX програмування з самого початку в 1969 до 2003 коли вона була опублікована.
Автор використовує порівняльний підхід, протиставляючи Unix іншим операційним системам, від десктопно-орієнтованих, як Microsoft Windows та Mac OS, до дослідницьких, як EROS та Plan 9. 
Книжка була опублікована видавництвом Addison-Wesley, 17 вересня, 2003, ISBN 0-13-142901-9 а також доступна онлайн, під ліцензією Creative Commons з додатковими пунктами.

## Співавтори
Книжка містить вклад багатьох людей, та цитати й коментарі багатьох гуру UNIX, як минулих так і сучасних. Серед них:
- Кен Арнольд (автор curses та Rogue)
- Стів Белловін
- Стьюарт Фельдман
- Джим Ґеттіс
- Стівен С. Джонсон
- Браян Керніган
- Девід Корн
- Майк Леск
- Дуг Макільрой
- Маршалл Кірк МакКусік
- Кейт Паккард
- Генрі Спенсер

## Зноски
1. ↑  This book and its on-line version are distributed under the terms of the Creative Commons Attribution-NoDerivs 1.0 license, with the additional proviso that the right to publish it on paper for sale or other for-profit use is reserved to Pearson Education, Inc. : http://www.faqs.org/docs/artu/ [Архівовано 17 березня 2005 у Wayback Machine.]